# Guy Forget
Pour les articles homonymes, voir Guy Forget (homonymie).
Guy Forget, né le 4 janvier 1965 à Casablanca, est un joueur de tennis français, professionnel de 1982 à 1997. Après sa carrière sportive, il a notamment été capitaine des équipes de France de Coupe Davis et de Fed Cup, et directeur du tournoi Paris de 2012 à 2022 et de Roland-Garros de 2016 à 2021.
En tant que joueur, il possède l'un des plus beaux palmarès du tennis français. Il a été 4e mondial en simple et a remporté onze titres, notamment ceux de Cincinnati et de Paris-Bercy en 1991. En double, il a accédé à la 3e place mondiale et gagné 28 titres, dont le Masters, qu'il est le premier Français à avoir remporté en 1990 aux côtés du Suisse Jakob Hlasek. Il a aussi remporté la Coupe Davis à deux reprises, en 1991 et 1996, et atteint deux fois la finale du double à Roland-Garros en 1987 et 1996.
Comme capitaine, il a été à la tête de l'équipe de France de Coupe Davis pendant 14 ans de 1999 à 2012, ce qui constitue un record, remportant le trophée en 2001 et guidant l'équipe jusqu'à trois autres finales. Il a aussi dirigé l'équipe de France de Fed Cup entre 1999 et 2004, conduisant l'équipe à la victoire en 2003 et une autre finale l'année suivante.

## Carrière sportive

### Sur le circuit
Champion de France junior, vainqueur de Roland-Garros junior en 1982 et champion du monde Junior en 1982, Guy Forget remporte son premier tournoi sur le circuit professionnel en 1986 à Toulouse où son grand-père s'était imposé en 1946 et son père en 1966. Il gagne aussi à Nancy en 1989 et devient champion du monde en double avec le [Suisse Jakob Hlasek en 1990.
Il réalise sa meilleure saison en 1991 : il atteint le 4e rang mondial grâce à six victoires en tournoi (Sydney, Bruxelles, Cincinnati, Bordeaux, Toulouse et le masters de Paris-Bercy),. Aucun joueur français n'a remporté autant de tournois en une année. Cette année-là, il domine également trois fois Pete Sampras, à chaque fois dans de grandes occasions (finales de Cincinnati et Bercy et finale de la Coupe Davis). À Wimbledon il atteint les quarts de finale (battu par l'allemand Boris Becker). Il ne dépassera jamais ce stade de la compétition dans les tournois du Grand Chelem (trois fois à Wimbledon 1991, 1992 (il sauve une balle de match en 1/8), 1994, et deux fois à l'Open d'Australie, 1991 et 1993),. Il réalise le meilleur bilan de l'année 1991 en Masters 1000 avec deux titres et une finale et comptabilise 611 aces soit 7.2 par match, ce qui constitue le record français. En double, il atteint au moins les demi-finales dans les quatre rendez-vous du Grand-Chelem et dispute surtout deux finales à Roland-Garros (en 1987 avec Yannick Noah et en 1996 avec Jakob Hlasek),. En mixte, il atteint les quarts de finale à Roland-Garros en 1988 avec Betsy Nagelsen.
À l'issue de la saison 1994, il reçoit le prix ATP du « Retour de l'année ». Après une coupure d'un an à la suite d'une blessure, de début mai 1993 à avril 1994, il fait son retour sur la terre battue du Masters de Monte-Carlo. Ce sera une défaite au premier tour. Il fait un deuxième retour en juin pour la saison sur gazon où il échoue au premier tour des tournois du Queen et de Halle. C'est alors qu'il se présente au tournoi de Wimbledon en étant classé 1130 mondial avec pour dernière victoire un match de premier tour fin avril 1993 soit un an et deux mois auparavant. Après une victoire sur Jim Courier no 7 mondial au deuxième tour, il se hisse jusqu'en quart de finale où il est défait par Goran Ivanišević. Il devient le joueur le moins bien classé à atteindre un 1/4 de finale en tournoi du Grand Chelem. À noter qu'avant Wimbledon, il remporte un match de double à Roland Garros et surtout remporte le tournoi de Halle sur gazon. Il passe de la 1130e place mondiale à la 213e.
Guy Forget met fin à sa carrière de joueur en 1997 après onze tournois gagnés en simple et 28 en double.

### Sélections en équipe de France de Coupe Davis
Sélectionné en équipe de France de Coupe Davis pour la première fois en 1984 en Tchécoslovaquie, Forget ne devient titulaire en simple qu'après le retrait de Yannick Noah en 1990.
Il remporte la coupe Davis en 1991 à Lyon, contre les États-Unis. Le capitaine de l'équipe n'est autre que Yannick Noah. Battu le premier jour par Andre Agassi, il se reprend en double avec Henri Leconte puis apporte le point décisif en battant Pete Sampras en quatre sets. La France récupère le saladier d'argent après 59 ans d'attente.
La France obtient une seconde victoire dans cette épreuve 5 ans plus tard en 1996 en Suède. Forget, 31 ans, qui a chuté au classement en simple est encore là pour apporter le point du double avec Guillaume Raoux contre les Suédois.
Particulièrement performant en double (21 victoires - 4 défaites), il est invaincu avec Henri Leconte (11 victoires).

## Reconversion

### Capitaine de Coupe Davis
Il obtient sa troisième victoire en coupe Davis, cette fois-ci en tant que capitaine, en 2001. Il occupe ce poste depuis 1999, année au cours de laquelle la France perd la finale contre l'Australie à Nice. Deux ans plus tard, la France obtient sa revanche en allant triompher des Australiens Lleyton Hewitt et Patrick Rafter sur le gazon de Melbourne. Cette année-là, l'équipe de France (composée de Nicolas Escudé, Sébastien Grosjean et Arnaud Clément en simple et de Cédric Pioline et Fabrice Santoro en double) réussit l'exploit de gagner ses quatre rencontres à l'extérieur (Belgique, Suisse, Pays-Bas et Australie). Dès l'année suivante en 2002, l'équipe de France dispute une autre finale, perdue contre la Russie à Bercy, sur terre battue. En 2010, huit ans après cette finale malheureuse, Guy Forget connaît une nouvelle déception comme capitaine. En effet, l'équipe de France se hisse une nouvelle fois en finale mais s'incline au terme du cinquième match décisif contre la Serbie à Belgrade.

### Capitaine de Fed Cup
Forget a été également capitaine de l'équipe de France de Fed Cup, en parallèle avec son capitanat de coupe Davis, de 1999 à 2004. Sous sa direction, Amélie Mauresmo, Mary Pierce, Émilie Loit et Stéphanie Cohen-Aloro ont remporté la Fed Cup contre les États-Unis à Moscou en 2003. L'année suivante, pour sa dernière année à la tête de l'équipe, il atteint à nouveau la finale mais Nathalie Dechy, Tatiana Golovin, Marion Bartoli et Émilie Loit se sont inclinées face à la Russie.

### Directeur de tournoi et conseiller
En 2011, il rejoint le comité de pilotage du tournoi de Roland Garros et est nommé directeur du tournoi de Bercy à compter de 2012. C'est d'ailleurs pour cette raison qu'il annonce au début 2012 qu'il s'agit de sa dernière année à la fonction de Capitaine de l'Équipe de France de Coupe Davis ; la France s'étant inclinée face aux États-Unis en quarts de finale à Monte-Carlo, Guy Forget quitte donc sa fonction le 8 avril 2012.
En février 2016, il est nommé directeur du tournoi de Roland Garros, en remplacement de Gilbert Ysern licencié. Son mandat arrivant à son terme, il est remplacé en décembre 2021 par Amélie Mauresmo,.
En décembre 2021, il quitte également ses fonctions de directeur du tournoi de Bercy, il est remplacé par Cédric Pioline.

### Radio et télévision
En janvier 2001, la chaîne Paris Première lui confie une émission où il doit présenter tous les évènements sportifs diffusés sur celle-ci, aussi bien des tournois de tennis que des autres sports qu'il découvre aux côtés des journalistes spécialisés de la chaîne. Il avait déjà commenté l'édition 1993 de Roland-Garros durant sa convalescence.
Guy Forget rejoint le service des sports de la radio Europe 1 comme consultant tennis de la station à partir du 19 mars 2007.
Il intervient lors des grandes sessions d'information, dans les directs et dans Europe Sport à l'occasion des grands tournois. À partir de septembre 2008, il est chroniqueur régulier dans l'émission d'Alexandre Delpérier, le Club Sport Europe 1 en compagnie de Thierry Rey, Laurent Fignon ou encore Nelson Monfort.
À partir des années 2000, et même avant lors de périodes de blessures au moment de sa carrière, il intervient très régulièrement comme consultant lors des retransmissions télévisées que cela soit pour France Télévisions où il commente le tournoi de Roland Garros. Il est consultant pour Canal+ où il a commenté l'Open d'Australie, Wimbledon, l'US Open ainsi que la Masters Cup et les Masters 1000. À partir de 2014, il intervient sur la chaîne Eurosport.

## Vie privée
Guy Forget vivait avec Isabelle, avec qui il a eu deux fils : Mathieu (né le 31 octobre 1989) et Thibault (né le 11 octobre 1995). Il a aussi un demi-frère et une demi-sœur Nicole Lemaire, qui eux, habitent en France.
Comme plusieurs joueurs de haut niveau de tennis français, il vit fiscalement en Suisse.
Séparé de son épouse, Guy Forget officialise en avril 2024 sa relation avec l'ancienne joueuse Daniela Hantuchova.

## Palmarès

### En simple messieurs
| 11 titres en simple | 0 G. Chelem | 0 G. Chelem | 0 G. Chelem | 0 G. Chelem | 0 Masters | 0 Masters | 0 Masters | 0 Masters   | 2 Masters 1000 | 2 Masters 1000 | 2 Masters 1000 | 2 Masters 1000 | 1 ATP 500   | 1 ATP 500   | 1 ATP 500          | 1 ATP 500          | 6 ATP 250          | 6 ATP 250          | 6 ATP 250          | 6 ATP 250          | 0 JO               | 0 JO           | 0 JO           | 0 JO           | 2 NC           | 2 NC           | 2 NC           | 2 NC           |
| 11 titres en simple | 8 sur dur   | 8 sur dur   | 8 sur dur   | 8 sur dur   | 8 sur dur | 8 sur dur | 8 sur dur | 0 sur gazon | 0 sur gazon    | 0 sur gazon    | 0 sur gazon    | 0 sur gazon    | 0 sur gazon | 0 sur gazon | 1 sur terre battue | 1 sur terre battue | 1 sur terre battue | 1 sur terre battue | 1 sur terre battue | 1 sur terre battue | 1 sur terre battue | 2 sur moquette | 2 sur moquette | 2 sur moquette | 2 sur moquette | 2 sur moquette | 2 sur moquette | 2 sur moquette |

## Parcours dans les tournois duGrand Chelem

### En simple
| Année | Open d'Australie | Open d'Australie | Internationaux de France | Internationaux de France | Wimbledon       | Wimbledon     | US Open         | US Open      | Open d'Australie | Open d'Australie |
| ----- | ---------------- | ---------------- | ------------------------ | ------------------------ | --------------- | ------------- | --------------- | ------------ | ---------------- | ---------------- |
| 1982  | n.o.             | n.o.             | 3e tour (1/16)           | J. Connors               | —               | —             | —               | —            | 3e tour (1/16)   | P. Dent          |
| 1983  | n.o.             | n.o.             | 1er tour (1/64)          | W. Masur                 | 1er tour (1/64) | B. Dyke       | 1er tour (1/64) | M. Wilander  | —                | —                |
| 1984  | n.o.             | n.o.             | 1er tour (1/64)          | B. Boileau               | 3e tour (1/16)  | A. Gómez      | 1er tour (1/64) | G. Holmes    | 1/8 de finale    | Bo. Becker       |
| 1985  | n.o.             | n.o.             | 1er tour (1/64)          | H. de la Peña            | 1er tour (1/64) | L. Bourne     | 2e tour (1/32)  | H. Leconte   | 1er tour (1/64)  | L. Shiras        |
| 1986  | n.o.             | n.o.             | 1/8 de finale            | G. Vilas                 | 1er tour (1/64) | M. Jaite      | 2e tour (1/32)  | M. Mečíř     | n.o.             | n.o.             |
| 1987  | —                | —                | 1er tour (1/64)          | L.-A. Wahlgren           | 1/8 de finale   | P. Cash       | 3e tour (1/16)  | B. Gilbert   | n.o.             | n.o.             |
| 1988  | 2e tour (1/32)   | J. Grabb         | 3e tour (1/16)           | E. Sánchez               | 1er tour (1/64) | S. Edberg     | 2e tour (1/32)  | S. Edberg    | n.o.             | n.o.             |
| 1989  | 1er tour (1/64)  | M. Kratzmann     | —                        | —                        | —               | —             | —               | —            | n.o.             | n.o.             |
| 1990  | 2e tour (1/32)   | V. Paloheimo     | 3e tour (1/16)           | T. Champion              | 1/8 de finale   | C. Bergström  | 1er tour (1/64) | J. Arias     | n.o.             | n.o.             |
| 1991  | 1/4 de finale    | Bo. Becker       | 1/8 de finale            | M. Chang                 | 1/4 de finale   | Bo. Becker    | 2e tour (1/32)  | J. Siemerink | n.o.             | n.o.             |
| 1992  | 2e tour (1/32)   | C. Bergström     | 2e tour (1/32)           | B. Wuyts                 | 1/4 de finale   | J. McEnroe    | 1/8 de finale   | P. Sampras   | n.o.             | n.o.             |
| 1993  | 1/4 de finale    | M. Stich         | —                        | —                        | —               | —             | —               | —            | n.o.             | n.o.             |
| 1994  | —                | —                | —                        | —                        | 1/4 de finale   | G. Ivanišević | 2e tour (1/32)  | A. Agassi    | n.o.             | n.o.             |
| 1995  | 2e tour (1/32)   | J. Björkman      | 2e tour (1/32)           | À. Corretja              | 2e tour (1/32)  | G. Rusedski   | 1er tour (1/64) | T. Martin    | n.o.             | n.o.             |
| 1996  | 1er tour (1/64)  | A. Boetsch       | 3e tour (1/16)           | F. Clavet                | 1er tour (1/64) | S. Edberg     | 1/8 de finale   | À. Corretja  | n.o.             | n.o.             |
| 1997  | 1er tour (1/64)  | S. Doseděl       | —                        | —                        | —               | —             | —               | —            | n.o.             | n.o.             |

N.B. : à droite du résultat se trouve le nom de l'ultime adversaire.

### En double
| Année | Open d'Australie                                                                   | Open d'Australie                                                                | Internationaux de France                                                              | Internationaux de France                                                            | Wimbledon                                                                         | Wimbledon                                                                          | US Open                                                                          | US Open | Open d'Australie | Open d'Australie |
| ----- | ---------------------------------------------------------------------------------- | ------------------------------------------------------------------------------- | ------------------------------------------------------------------------------------- | ----------------------------------------------------------------------------------- | --------------------------------------------------------------------------------- | ---------------------------------------------------------------------------------- | -------------------------------------------------------------------------------- | ------- | ---------------- | ---------------- |
| 1982  | n.o.                                                                               | n.o.                                                                            | 1er tour (1/32) T. Benhabiles \|\| style="text-align:left;" \| B. Boileau A. González | —                                                                                   | —                                                                                 | —                                                                                  | —                                                                                | —       | —                |                  |
| 1983  | n.o.                                                                               | n.o.                                                                            | —                                                                                     | —                                                                                   | —                                                                                 | —                                                                                  | —                                                                                | —       | —                | —                |
| 1984  | n.o.                                                                               | n.o.                                                                            | 1/8 de finale L. Courteau \|\| style="text-align:left;" \| K. Curren S. Denton        | —                                                                                   | —                                                                                 | 1er tour (1/32) H. Leconte \|\| style="text-align:left;" \| B. Dyke W. Masur       | 1er tour (1/32) J. Hlasek \|\| style="text-align:left;" \| C. Miller E. Sherbeck |         |                  |                  |
| 1985  | n.o.                                                                               | n.o.                                                                            | 2e tour (1/16) L. Courteau \|\| style="text-align:left;" \| S. Edberg A. Järryd       | —                                                                                   | —                                                                                 | 2e tour (1/16) L. Courteau \|\| style="text-align:left;" \| J. Nyström M. Wilander | 2e tour (1/16) S. Edberg \|\| style="text-align:left;" \| J. Bates A. Mansdorf   |         |                  |                  |
| 1986  | n.o.                                                                               | n.o.                                                                            | 1/8 de finale P. Fleming \|\| style="text-align:left;" \| H. Leconte S. Stewart       | 1/8 de finale W. Fibak \|\| style="text-align:left;" \| J. Nyström M. Wilander      | 1/4 de finale Y. Noah \|\| style="text-align:left;" \| G. Muller T. Nelson        | n.o.                                                                               | n.o.                                                                             |         |                  |                  |
| 1987  | —                                                                                  | —                                                                               | Finale Y. Noah                                                                        | A. Järryd R. Seguso                                                                 | 1/4 de finale Y. Noah \|\| style="text-align:left;" \| K. Flach R. Seguso         | 1er tour (1/32) H. Leconte \|\| style="text-align:left;" \| K. Flach R. Seguso     | n.o.                                                                             | n.o.    |                  |                  |
| 1988  | 1/8 de finale S. Živojinović \|\| style="text-align:left;" \| K. Evernden J. Kriek | 1er tour (1/32) T. Šmíd \|\| style="text-align:left;" \| E. Jelen P. Kühnen     | 1/4 de finale T. Šmíd \|\| style="text-align:left;" \| P. Doohan J. Grabb             | 1/8 de finale H. Leconte \|\| style="text-align:left;" \| R. Leach J. Pugh          | n.o.                                                                              | n.o.                                                                               |                                                                                  |         |                  |                  |
| 1989  | 2e tour (1/16) J. Hlasek \|\| style="text-align:left;" \| N. Broad S. Kruger       | —                                                                               | —                                                                                     | —                                                                                   | —                                                                                 | —                                                                                  | —                                                                                | n.o.    | n.o.             |                  |
| 1990  | 2e tour (1/16) Y. Noah \|\| style="text-align:left;" \| J. Hlasek É. Winogradsky   | 1er tour (1/32) J. Hlasek \|\| style="text-align:left;" \| O. Delaitre G. Raoux | 1/8 de finale J. Hlasek \|\| style="text-align:left;" \| J. Stoltenberg T. Woodbridge | 1/4 de finale J. Hlasek \|\| style="text-align:left;" \| P. Aldrich D. Visser       | n.o.                                                                              | n.o.                                                                               |                                                                                  |         |                  |                  |
| 1991  | 1er tour (1/32) J. Hlasek \|\| style="text-align:left;" \| J. Fitzgerald A. Järryd | 1/8 de finale J. Hlasek \|\| style="text-align:left;" \| T. Nijssen C. Suk      | —                                                                                     | —                                                                                   | —                                                                                 | —                                                                                  | n.o.                                                                             | n.o.    |                  |                  |
| 1992  | —                                                                                  | —                                                                               | 2e tour (1/16) H. Leconte \|\| style="text-align:left;" \| L. Jensen L. Warder        | 1/2 finale J. Hlasek \|\| style="text-align:left;" \| J. McEnroe M. Stich           | —                                                                                 | —                                                                                  | n.o.                                                                             | n.o.    |                  |                  |
| 1993  | —                                                                                  | —                                                                               | —                                                                                     | —                                                                                   | —                                                                                 | —                                                                                  | —                                                                                | —       | n.o.             | n.o.             |
| 1994  | —                                                                                  | —                                                                               | 2e tour (1/16) J. Hlasek \|\| style="text-align:left;" \| G. Connell P. Galbraith     | —                                                                                   | —                                                                                 | 2e tour (1/16) O. Delaitre \|\| style="text-align:left;" \| D. Adams A. Olhovskiy  | n.o.                                                                             | n.o.    |                  |                  |
| 1995  | —                                                                                  | —                                                                               | 1/8 de finale F. Santoro \|\| style="text-align:left;" \| I. Kafelnikov A. Olhovskiy  | 1/4 de finale J. Hlasek \|\| style="text-align:left;" \| M. Knowles D. Nestor       | —                                                                                 | —                                                                                  | n.o.                                                                             | n.o.    |                  |                  |
| 1996  | 1/2 finale J. Hlasek \|\| style="text-align:left;" \| S. Lareau A. O'Brien         | Finale J. Hlasek                                                                | I. Kafelnikov D. Vacek                                                                | 1/4 de finale J. Hlasek \|\| style="text-align:left;" \| M. Philippoussis P. Rafter | 1/2 finale J. Hlasek \|\| style="text-align:left;" \| J. Eltingh P. Haarhuis      | n.o.                                                                               | n.o.                                                                             |         |                  |                  |
| 1997  | —                                                                                  | —                                                                               | —                                                                                     | —                                                                                   | 1er tour (1/32) J.-P. Fleurian \|\| style="text-align:left;" \| R. Leach J. Stark | —                                                                                  | —                                                                                | n.o.    | n.o.             |                  |
| 1998  | —                                                                                  | —                                                                               | 1er tour (1/32) R. Lavergne \|\| style="text-align:left;" \| L. Lobo J. Sánchez       | —                                                                                   | —                                                                                 | —                                                                                  | —                                                                                | n.o.    | n.o.             |                  |
| 1999  | —                                                                                  | —                                                                               | 2e tour (1/16) N. Escudé \|\| style="text-align:left;" \| M. Hood S. Prieto           | —                                                                                   | —                                                                                 | —                                                                                  | —                                                                                | n.o.    | n.o.             |                  |
| 2000  | —                                                                                  | —                                                                               | 2e tour (1/16) G. Raoux \|\| style="text-align:left;" \| M. Damm D. Hrbatý            | —                                                                                   | —                                                                                 | —                                                                                  | —                                                                                | n.o.    | n.o.             |                  |

N.B. : le nom du ou de la partenaire se trouve sous le résultat ; le nom des ultimes adversaires se trouve à droite.

## Participation aux Masters

### En simple
| Année | Class. | Lieu      | Surface         | Tour              | Résultat                 | Adversaire                                                | Score                        |
| ----- | ------ | --------- | --------------- | ----------------- | ------------------------ | --------------------------------------------------------- | ---------------------------- |
| 1991  | no 5   | Francfort | Moquette (int.) | Poule Poule Poule | Défaite Victoire Défaite | Ivan Lendl (no 5) Karel Nováček (no 9) Jim Courier (no 2) | 2-6, 4-6 6-3, 7-63 64-7, 4-6 |

### En double
| Année | Ville          | Surface         | Partenaire   | Résultats | Résultat final |
| ----- | -------------- | --------------- | ------------ | --------- | -------------- |
| 1986  | Londres        | Moquette indoor | Yannick Noah | 4v, 1d    | Finaliste      |
| 1990  | Sanctuary Cove | Dur ext.        | Jakob Hlasek | 5v, 0d    | Vainqueur      |

## Parcours dans lesMasters 1000
| Année | Indian Wells         | Miami                    | Monte-Carlo              | Rome                    | Hambourg                | Canada               | Cincinnati               | Stockholm puis Essen puis Stuttgart | Paris                    |
| ----- | -------------------- | ------------------------ | ------------------------ | ----------------------- | ----------------------- | -------------------- | ------------------------ | ----------------------------------- | ------------------------ |
| 1990  | 2e tour J. Berger    | 3e tour P. Sampras       | 1/8 de finale E. Sánchez | 1/4 de finale T. Muster | 1/2 finale J. Aguilera  | -                    | 1/8 de finale B. Gilbert | 1/8 de finale N. Kulti              | 1/8 de finale E. Sánchez |
| 1991  | Finale J. Courier    | 1/8 de finale J. Courier | 1/8 de finale G. Prpić   | -                       | -                       | -                    | Victoire P. Sampras      | 1/8 de finale G. Ivanišević         | Victoire P. Sampras      |
| 1992  | 2e tour A. Cherkasov | -                        | 1/8 de finale T. Muster  | 1er tour J. Sánchez     | -                       | -                    | 2e tour T. Woodbridge    | Finale G. Ivanišević                | Finale Bo. Becker        |
| 1993  | 1er tour J. Grabb    | 1/8 de finale S. Edberg  | 2e tour U. Stenlund      | -                       | 1er tour D. Dier        | -                    | -                        | -                                   | -                        |
| 1994  | -                    | -                        | 1er tour M. Stich        | -                       | -                       | -                    | -                        | 2e tour I. Kafelnikov               | 1/8 de finale Bo. Becker |
| 1995  | 2e tour M. Chang     | 2e tour M. Tebbutt       | 1er tour T. Muster       | -                       | -                       | -                    | 1er tour A. Berasategui  | 1er tour D. Vacek                   | 1/8 de finale D. Vacek   |
| 1996  | 1er tour J. Björkman | 2e tour M. Joyce         | -                        | 1er tour W. Ferreira    | 1er tour S. Pescosolido | 1er tour À. Corretja | -                        | -                                   | 1er tour R. Reneberg     |
| 1997  | 1er tour A. Voinea   | 1er tour T. Haas         | -                        | -                       | -                       | -                    | -                        | -                                   | -                        |

N.B. : sous le résultat se trouve le nom de l’ultime adversaire.

## Confrontations avec ses principaux adversaires
| Joueur           | Meilleur classement | Confrontations | Victoires | Défaites | Pourcentage de victoires | Dernière confrontation                                           |
| ---------------- | ------------------- | -------------- | --------- | -------- | ------------------------ | ---------------------------------------------------------------- |
| Jim Courier      | 1                   | 8              | 1         | 7        | 12                       | défaite (6-1, 6-2, 6-2) lors de la Coupe Davis 1995              |
| Mats Wilander    | 1                   | 6              | 1         | 5        | 17                       | victoire (7-5, 6-1, 6-4) à l'US Open 1994                        |
| Yannick Noah     | 3                   | 9              | 2         | 7        | 22                       | victoire (4-6, 6-3, 6-3) au Tournoi de Marseille 1996            |
| Boris Becker     | 1                   | 13             | 3         | 10       | 23                       | victoire (4-6, 6-3, 6-4) au Tournoi du Queen's 1995              |
| Emilio Sánchez   | 7                   | 8              | 2         | 6        | 25                       | défaite (4-6, 6-2, 7-6) à la World Team Cup 1992                 |
| Goran Ivanišević | 2                   | 10             | 3         | 7        | 30                       | défaite (61-7, 6-3, 7-64) au Tournoi de Milan 1996               |
| Cédric Pioline   | 5                   | 8              | 3         | 5        | 38                       | défaite (6-3, 6-4) au Tournoi de Gstaad 1996                     |
| Anders Järryd    | 5                   | 7              | 3         | 4        | 43                       | victoire (4-6, 6-3, 3-6, 6-3, 10-8) au Tournoi de Wimbledon 1992 |
| Pete Sampras     | 1                   | 9              | 4         | 5        | 44                       | défaite (3-6, 6-3, 6-4) au Tournoi de Tokyo 1996                 |
| Stefan Edberg    | 1                   | 12             | 6         | 6        | 50                       | défaite (7-65, 5-7, 6-2, 6-2) au Tournoi de Wimbledon 1996       |
| Michael Stich    | 2                   | 6              | 3         | 3        | 50                       | défaite (6-2, 7-5) au Masters de Monte-Carlo 1994                |
| Thomas Muster    | 1                   | 7              | 4         | 3        | 57                       | victoire (6-3, 7-64) au Masters de Paris-Bercy 1995              |
| Jimmy Arias      | 5                   | 6              | 4         | 2        | 67                       | victoire (4-6, 6-3, 7-5) au Tournoi de New Haven 1992            |
| Jakob Hlasek     | 7                   | 11             | 9         | 2        | 82                       | victoire (6-3, 7-64) au Tournoi de Marseille 1996                |

## Classement ATP

### Classement en simple
Guy Forget a atteint la 4e place du classement ATP le 25 mars 1991. Il s'est classé dans les 10 premiers mondiaux du 18 février 1991 au 3 août 1992 et du 1er février 1993 au 15 février 1993.
En fin de saison :
| Année | 1982 | 1983 | 1984 | 1985 | 1986 | 1987 | 1988 | 1989 | 1990 | 1991 | 1992 | 1993 | 1994 | 1995 | 1996 | 1997 |
| Rang  | 70   | 188  | 36   | 61   | 25   | 54   | 48   | 36   | 16   | 7    | 11   | 152  | 40   | 73   | 51   | 1121 |

Source : (en) Classements de Guy Forget sur le site officiel de la Fédération internationale de tennis

### Classement en double
Il parvient à la 3e place mondiale — son meilleur classement — le 18 août 1986. Il se maintient dans les 10 premiers du 3 mars 1986 au 30 mars 1987 et du 11 mai 1987 au 23 mai 1988. Il revient au premier plan en 1990, réintégrant le « Top 10 » le 15 octobre de cette année (qu'il termine au 4e rang mondial) jusqu'au 11 mars 1991.
En fin de saison :
| Année | 1982 | 1983 | 1984 | 1985 | 1986 | 1987 | 1988 | 1989 | 1990 | 1991 | 1992 | 1993 | 1994 | 1995 | 1996 | 1997 |
| Rang  | 717  | 166  | 577  | 23   | 8    | 6    | 15   | 152  | 4    | 84   | 29   | 114  | 95   | 33   | 14   | 565  |

Source : (en) Classements de Guy Forget sur le site officiel de la Fédération internationale de tennis

## Distinctions
- Élu Champion des champions français par L'Équipe en 1991 à la suite de sa victoire en Coupe Davis (trophée partagé avec Henri Leconte)
- Prix Orange en 1990 (Roland-Garros)
- Gloire du sport en 2024[22].

## Controverses

### Évasion fiscale
Résident fiscal suisse, Guy Forget est cité dans les Pandora Papers en octobre 2021. Il y apparaît jusqu’en 2016 comme bénéficiaire d’une société offshore basée dans les îles vierges britanniques (BVI) et gérée depuis l’île de Jersey par un cabinet spécialisé.